# Liste de sociétés astronomiques
Liste de groupes notables consacrés à la promotion de la recherche et de l'éducation en astronomie.

## Afrique
- Société Africaine d'Astronomie

### Afrique du Sud
- Société astronomique d'Afrique australe

## Amérique du Nord

### Canada
- Société canadienne d'astronomie
- Fédération des astronomes amateurs du Québec
- Société royale d'astronomie du Canada

### États-Unis
- Association des astronomes amateurs de Pittsburgh
- Association américaine des observateurs d'étoiles variables
- Société astronomique américaine
- American Meteor Society
- Association des observateurs lunaires et planétaires
- Ligue astronomique
- Société d'astronomie du Pacifique
- Société d'astronomie de Birmingham
- Association des astronomes amateurs d'Escambia
- Société d'astronomie de l'Indiana
- Association éducative de Kaua'i pour la science et l'astronomie
- Société d'astronomie de Kopernik
- Société d'astronomie de Louisville
- Société d'astronomie de Milwaukee
- Société d'astronomie de la vallée de la Mohawk
- Réseau du ciel nocturne de la NASA
- Club d'astronomie de Virginie du Nord
- Institut SETI
- Société d'astronomie de Shreveport-Bossier
- Société astronomique de la Croix du Sud

### Mexique
- Nibiru Sociedad Astronomica

## Amérique du Sud

### Brésil
- Sociedade Astronomica Brasileira

## Asie

### Inde
- Akash Mitra Mandal
- Société astronomique de l'Inde
- Société d'astronomie de Bangalore (BAS)
- Confédération des astronomes amateurs indiens
- IUCAA
- Club d'astronomie de l'IAC en Inde
- Jyotirvidya Parisanstha
- Mandal de Khagol
- Khagol Vishwa
- Club d'astronomie d'Hyderabad (HAC)
- Photons futuristes

### Iran
- Société iranienne d'astronomie amateur
- Société astronomique iranienne

## Europe
- Société européenne d'astronomie
- Association européenne pour l'enseignement de l'astronomie

### Allemagne
- Société astronomique

### France
- Société astronomique de France
- Société française d'astronomie et d'astrophysique (SF2A)

### Grèce
- Société hellénique d'astronomie

### Irlande
- Société irlandaise d'astronomie
- Fédération irlandaise des sociétés astronomiques

### Italie
- Unione Astrofili Italiani

### Pologne
- Société polonaise d'astronomie

### Royaume-Uni
- Association astronomique d'Airdrie
- Société d'astronomie de Glasgow
- Centre d'astronomie
- Association astronomique britannique
- Société d'astronomie de Crayford Manor House
- Fédération des sociétés d'astronomie
- Société d'astronomie de Liverpool
- Société d'astronomie de Manchester
- Société d'astronomie de Mexborough et Swinton
- Société d'astronomie de Northumberland
- Société d'astronomie de Nottingham
- Société royale d'astronomie
- Société d'astronomie populaire
- Société d'histoire de l'astronomie

### Serbie
- Société d'astronomie Ruđer Bošković

### Suède
- Société suédoise d'astronomie

### Turquie
- Spaceturk

## Océanie

### Australie
- Société astronomique d'Australie
- Société astronomique de la Nouvelle-Galles du Sud
- Société astronomique d'Australie du Sud
- Société d'astronomie de Victoria
- Société d'astronomie de Macarthur
- Société d'astronomie de Sutherland

### Nouvelle-Zélande
- Société d'astronomie de Dunedin
- Société royale d'astronomie de Nouvelle-Zélande
- Société d'astronomie de Whakatane

## International
- International Meteor Organization
- Réseau pour l'éducation scolaire en astronomie
- The Planetary Society